# Charlie Haden
Pour les articles homonymes, voir Charlie et Haden.
Charles Edward Haden dit Charlie Haden, né le 6 août 1937 à Shenandoah, dans l'Iowa, et mort le 11 juillet 2014 à Los Angeles, en Californie, est un contrebassiste américain de jazz, un compositeur et un  chef d'orchestre.
Il se fait connaître comme membre du quartette du saxophoniste alto et pionnier du free jazz Ornette Coleman à la fin des années 1950 et au début des années 1960. Quelques années plus tard, il fait partie du premier trio du pianiste Keith Jarrett, et commence à réunir ses propres formations, dont certaines se sont révélées d'une grande longévité. Un jeu caractéristique, une simplicité appuyée, et un son marquant ont fait de lui un créateur de style parmi les contrebassistes du jazz contemporain. Artiste engagé, Charlie Haden est connu pour avoir régulièrement pris position sur divers problèmes de société.
Jean-Louis Comolli résume la personnalité musicale de l'instrumentiste en ces mots : « La basse de Haden — mesurée, sobre et sereine — trouve le ton juste pour accueillir dans les profondeurs du jazz d'autres révoltes […] ».

## Biographie

### Origine, jeunesse et début de carrière
Charlie Haden est originaire du Midwest américain — il passe son enfance et son adolescence dans la petite ville de Forsyth (Missouri) —, ce qui le marque de manière précoce et durable. Sa famille de musiciens se produit régulièrement sur une antenne dans une émission intitulée : le Haden Family Show. Dans cette émission, le jeune Charlie fait sa première représentation en tant que chanteur à l'âge de 22 mois. Au milieu du XXe siècle et particulièrement dans les régions « provinciales » des États-Unis, ce début de carrière très précoce n'était pas totalement inhabituel : le contrebassiste Oscar Pettiford, né dans une réserve indienne de l'Oklahoma, a fait ses débuts de façon similaire. La formation familiale des Haden interprète surtout des chansons dans le style « Country & Western », matériau musical que Haden continue d'utiliser jusqu'à l'époque actuelle. À l'âge de 14 ans, il contracte une forme légère de poliomyélite qui endommage de manière irréversible sa gorge et ses cordes vocales. La structure mobile de la formation familiale lui permettra alors de tenter plusieurs expérimentations avec différents instruments comme alternative au chant, mais il ne choisira la contrebasse comme instrument principal qu'à l'âge de 19 ans.
Après un temps passé au conservatoire d'Oberlin (Ohio), Haden déménage en 1957 à Los Angeles en quête d'un enseignement formel de son instrument. À cette période il témoigne déjà d'un intérêt certain pour la musique improvisée contemporaine, ce qui explique le choix de la métropole sud-californienne dont la scène jazz était alors très vivante. Parallèlement à des études instrumentales au Westlake College of Music de Los Angeles, Haden prend des cours particuliers avec Red Mitchell qui est à cette période l'un des contrebassistes solistes les plus renommés de la côte ouest américaine. Scott LaFaro étudiait également à Westlake à la même période, et prenait aussi des cours avec Mitchell ; ils partagèrent un appartement pendant quelques mois. Haden et LaFaro sont considérés, chacun à sa manière, comme deux pionniers de l'émancipation de la contrebasse jazz des années 1960.

### Percée avec le quartette d'Ornette Coleman

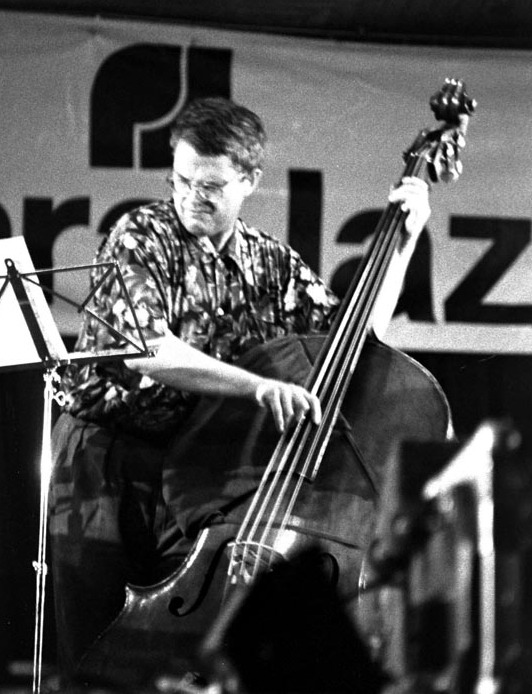
Charlie Haden en concert en 1990

Bien qu'encore novice à la contrebasse, c'est sans grande difficulté que Charlie Haden se fait une place sur la scène jazz de Los Angeles. Cette intégration rapide est rendue possible grâce à une expérience professionnelle déjà solide, un sens aigu de la mélodie et une grande assurance rythmique. En quelques mois, il obtient des engagements avec de grands musiciens de jazz de la côte ouest comme Dexter Gordon, Hampton Hawes, ou Art Pepper (Living Legend (1975), Art 'N' Zoot (1981)). Mais ce sont les jam sessions du dimanche au Hillcrest Club qui se révèleront particulièrement importantes pour l'avenir de Haden, car il y rencontre les membres du futur quartette du saxophoniste Ornette Coleman : le trompettiste Don Cherry et le batteur Billy Higgins. Si ces deux musiciens, comme Haden lui-même, étaient considérés comme des nouveaux-venus ambitieux, la scène californienne était beaucoup plus réservée à l'égard de Coleman, en raison de son jeu peu conventionnel et techniquement peu convaincant. Mais les quatre musiciens répètent régulièrement, et Lester Koenig, le patron de Contemporary Records se laisse convaincre par Red Mitchell de réaliser un enregistrement de Coleman ; cependant on ne retrouve pour ces enregistrements qu'une partie du quartette régulièrement établi (sans Haden). Coleman expliquera l'échec artistique de ces premières productions par l'absence d'un bassiste convenable. Quand le quartette se produit finalement sur la côte est, Coleman parvient à imposer le choix de Haden pour les enregistrements chez Atlantic Records, bien que ce dernier soit alors un inconnu. Les résultats musicaux seront concluants :

« Haden est, dit Leonard Feather, un bassiste participatif plutôt qu'accompagnateur. Il suit les lignes des soufflants indépendamment des points de vue de l'harmonie tonale et leur fournit — en jouant de préférence dans les positions graves — une base qui permet aux improvisateurs de suivre des lignes d'une grande liberté, mais qui offre en même temps un point d'ancrage et un cadre. Les albums The Shape of Jazz To Come et Change of the Century font partie des productions les plus abouties du quartette. »

Coleman lui-même est très conscient de l'importance de Haden dans la réussite de son concept artistique. Outre la grande liberté qu'il laisse à son contrebassiste, il le place au premier plan sur le morceau The Face of the Bass de l'album Change of the Century déjà mentionné, et ajoute le commentaire suivant sur la pochette :

« It is unusual to come across someone as young as he is and find that he has such a complete grasp of the "modern" bass: melodically independent and non-chordal.
(Il est rare de rencontrer, chez quelqu'un d'aussi jeune, une maîtrise si complète de la basse « moderne » : mélodiquement indépendant et non-tonal »

C'est à cette époque et autour de cette formation « baroque » dite du « double-quartet », que Haden participe à l'enregistrement d'un album jalon au point d'avoir marqué d'un nom le jazz de cette époque : « Free Jazz: a collective improvisation ». Une distribution définitive pour un enregistrement « à dispositif », puisque chaque quartet est enregistré sur un des deux canaux monos, dans le contexte experimental de la généralisation de la stéréo. Haden partage le canal de droite avec Ed Blackwell, Freddie Hubbard et Eric Dolphy. Sur le canal gauche, son homologue et ancien roommate Scott LaFaro tient la basse d'un autre quartet avec Billy Higgins, Don Cherry et Coleman lui-même.
Le quartet qui succède à l'expérience rencontre un succès foudroyant, alors que dans ce milieu et à cette époque, l'usage de drogue se répand. À l'exception de Coleman lui-même, tous les membres du groupe sont en lutte avec des problèmes de drogue, ce qui finit par poser des problèmes de fiabilité face aux engagements professionnels. Jusqu'à sa déliquescence complète en 1961 (année de la mort accidentelle de Scott LaFaro) et 1962. Sous la pression de Coleman entre autres, Charlie Haden suit plusieurs cures de désintoxication, avant d'être contraint de se retirer presque totalement de la scène pendant quelques années. Parvenant à réchapper de son addiction, ce n'est qu'en 1968 qu'il retrouve Ornette Coleman, et se produit avec lui au festival de Monterrey et dans divers clubs en Europe, notamment au sein d'un groupe comportant deux contrebasse, l'autre étant tenue par David Izenzon.

### Début de l'engagement politique et social à la fin des années soixante
Après être venu à bout de son addiction à l'héroïne, Haden s'établit à New York en 1966. Entre-temps, les partis-pris esthétiques avaient radicalement changé dans la métropole du jazz : le free jazz est la musique « du jour » et, outre un nombre important de jeunes musiciens (comme Archie Shepp et Albert Ayler), beaucoup de musiciens confirmés se reconnaissent dans ce genre. À cette époque, Haden participe à la plupart des rencontres et enregistrements du collectif d'avant-garde fondé par Bill Dixon : le Jazz Composer's Orchestra.
Dans le contexte de l'évolution du jazz mainstream plus ancien vers l'avant-garde, le saxophoniste ténor John Coltrane occupe une place particulière de « passeur ». Le contrebassiste de Coltrane, Jimmy Garrison avait développé un style qui présente beaucoup de points de ressemblance avec celui de Haden. Coltrane meurt à l'été 1967 ; Haden n'ayant eu que peu d'occasions de jouer avec lui. Cependant, la veuve de Trane, la pianiste et harpiste Alice Coltrane, charge Haden d'ajouter quelques parties de contrebasse sur des enregistrements tardifs de son mari, en overdub. Des titres comme Peace On Earth témoignent du caractère de recherche spirituelle de la dernière phase créative de l'œuvre de Coltrane, qui influencera Haden comme tant de musiciens de cette génération.
Dans les mois qui suivent la mort de Coltrane, un vent de rébellion souffle sur la sous-culture de l'avant-garde new-yorkaise. Les prises de positions politiques et les exigences de changement social font leur entrée dans le travail musical des jeunes artistes ; il y a une solidarité avec le mouvement des droits civiques, très à gauche ; on critique la politique extérieure du gouvernement américain, particulièrement au Viêt Nam et en Amérique latine. Le Liberation Music Orchestra, créé par Haden et la pianiste Carla Bley en 1969, existe encore de nos jours et formule – avec des équipes variables et des directions stylistiques diverses – des protestations musicales dirigées contre certaines injustices sociales aux États-Unis. En 1971, Haden interprète le titre Song for Che, extrait du premier album de la formation, alors qu'il est en déplacement au Portugal. Au cours de l'introduction du morceau, il le dédie aux opposants au régime totalitaire de Marcelo Caetano. Il sera ensuite arrêté et interrogé par la police secrète DGS.
Mais Haden ne se préoccupe pas seulement des « grands » thèmes politiques de l'époque ; il se fait également l'avocat des droits des animaux. En 1979, il enregistre Song for the Whales, une composition de sa fille Petra. Il met également sur pied un projet pour la recherche et le traitement de l'hyperacousie, étant personnellement touché par le problème.

### Les années 1970 et 1980
En 1972, il collabore à la musique du film Le Dernier Tango à Paris composée par Gato Barbieri.
Entre 1975 et 1976, Haden enregistre une série de duos avec ses « interlocuteurs favoris », tels que Alice Coltrane, Keith Jarrett, Ornette Coleman, Archie Shepp ou encore Paul Motian.
À partir de la fin des années 1970, Haden enregistre régulièrement pour le label munichois ECM du producteur Manfred Eicher qui est également contrebassiste. En particulier, ECM produit deux albums issus de la collaboration entre Haden, le saxophoniste norvégien Jan Garbarek et le guitariste brésilien Egberto Gismonti (Magico et Folk Songs), The Ballad of the Fallen du Liberation Music Orchestra, ainsi que deux disques de Pat Metheny où Charlie Haden est sideman.
En 1979, Haden quitte New York pour revenir à Los Angeles où il rencontre sa deuxième femme, Ruth Cameron, à qui il dédie de nombreuses compositions, notamment First Song, qu'il interprète encore régulièrement. Haden désigne la ville de Los Angeles comme une source d'inspiration, qu'il voit essentiellement comme la Angel City de sa jeunesse, telle que dépeinte (et souvent transfigurée) dans les romans de Raymond Chandler. Les années 1980 étendent finalement la réputation de Haden bien au-delà du domaine du jazz d'avant-garde, et il participe à des projets avec des musiciens comme Michael Brecker, John Scofield, Chet Baker ou encore Dino Saluzzi.
Le festival international de jazz de Montréal l'honore en 1989 de manière particulière : il se produit chaque soir du festival avec une formation différente, et parmi ses partenaires musicaux de cette semaine figurent beaucoup d'anciens compagnons de route. Les concerts sont tous enregistrés et disponibles sous les titres The Montreal Tapes chez Verve Records et In Montreal chez ECM.

### Depuis 1990
L'activité artistique de Charlie Haden est marquée par les difficultés que lui causent ses acouphènes. Il fait face à ce problème de diverses manières : des bouchons d'oreille spécialement confectionnés pour supprimer certaines fréquences sensibles, ainsi que des parois mobiles de plexiglas derrière lesquelles il s'abrite pendant les concerts à fort volume sonore.
La tendance à tenir un propos musical minimaliste – une caractéristique générale du style « hadenien » – arrive à maturité vers 1990.

## Formations importantes

### Le premierKeith Jarrett Trio
Formé en 1968, le premier trio du pianiste Keith Jarrett est le fruit de la rencontre de trois musiciens qui participèrent respectivement à des formations très significatives dans les années 1960. Haden était connu pour sa collaboration avec Coleman, Paul Motian avait été le batteur du trio de Bill Evans, et le leader Jarrett avait fait fureur deux ans auparavant dans le groupe du saxophoniste Charles Lloyd avec sa forme précoce d'ethno-jazz. Le trio se distingue tout d'abord par un éclectisme esthétique prononcé qui va marquer durablement ses musiciens. Le répertoire du groupe comprenait des titres inhabituels pour une formation de jazz à cette époque, comme des reprises de Bob Dylan (My Back Pages, Lay Lady Lay). Le trio continue jusque vers le milieu des années 1970, puis Jarrett se concentre davantage sur son travail en solo, et son quartette « européen » (avec Jan Garbarek, Jon Christensen, et Palle Danielsson). La formation a fait intervenir régulièrement des musiciens supplémentaires, comme (sur la recommandation de Haden) le saxophoniste Dewey Redman qui participe en 1976 au dernier enregistrement commun : The Survivors' Suite.

### Liberation Music Orchestra
Liberation Music Orchestra est le nom que se donne le collectif constitué initialement de 13 musiciens de free jazz lors de sa constitution en 1969. En effet, une grande partie du répertoire, composé essentiellement par Haden et arrangé par Carla Bley, est formée de « chants de libération » de différents pays et différentes époques, en particulier des chants populaires liés à la guerre d'Espagne, la libération portugaise, aux luttes politiques au Chili et au Salvador. Le groupe poursuit son activité sur ces bases, même si la liberté stylistique est assez grande et la formation de taille et de composition variable. C'est la première fois que Haden se soumet durablement aux exigences du jeu en grande formation. Une autre nouveauté est l'utilisation de musique pré-enregistrée de musiciens étrangers (par exemple Song For Che et Circus '68/'69). Il recourra souvent par la suite à cette technique de collage pour quelques albums en studio du Quartet West, qui conduit à des constructions d’images sonores très cinématographiques, comme l'album Always Say Goodbye, hymne mélancolique au cinéma américain des années 1940-1950.

### Old and New Dreams
Old And New Dreams est un quartette qui naît au milieu des années 1970, formé de musiciens en filiation avec le début de l'œuvre d'Ornette Coleman : Haden, Don Cherry et le batteur Ed Blackwell, tous membres du quartette de Coleman avant 1960. Originaire de Fort Worth (comme Coleman) Dewey Redman avait tenu le deuxième saxophone dans un des groupes de Coleman à partir de 1968.

### Pat Metheny
Contrairement à Charlie Haden, le guitariste Pat Metheny se fait tout d'abord connaître avec une musique que les critiques et le public trouvent particulièrement agréable et accessible — et très virtuose d'un point de vue technique[réf. nécessaire]. Les liens profonds entre ces deux genres de musiciens si différents en apparence ne se révèlent qu'avec le temps. Le guitariste avait déjà rendu hommage à la musique d'Ornette Coleman dans son premier album sous son nom (Bright Size Life, 1975). Dans les années qui suivent, Metheny enregistre régulièrement des titres de Coleman (et même, en 1985, avec la participation du maître en personne) et à ces occasions, il s'enquiert de la possibilité d'une participation de Haden. Les deux musiciens invoquent aussi leurs origines communes dans l'État du Missouri comme explication du profond accord esthétique qui règne entre eux. L'album Beyond the Missouri Sky de 1997, qui reflète l'esprit de la musique de l'Amérique rurale, est considéré comme un résultat particulièrement réussi de cette collaboration, qui rencontre un succès commercial inhabituel pour un album de jazz, et l'approbation quasi unanime de la critique. L'album obtient en 1997 un Grammy Award en tant que meilleure performance instrumentale de jazz.

### Quartet West

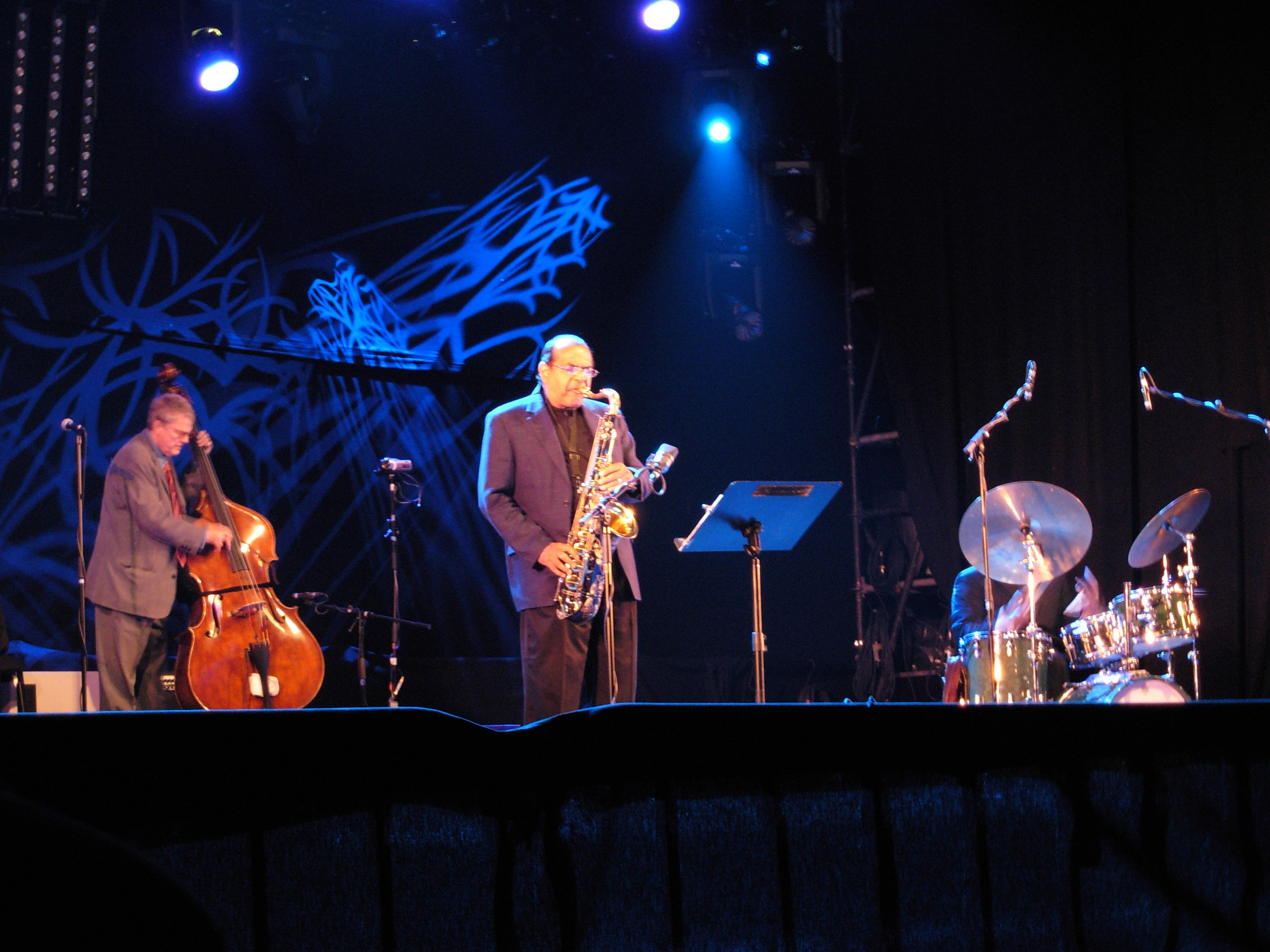
Charlie Haden et son quartet West, Blue Note Jazz Festival, Gand, 2007.

Le Quartet West naît au milieu des années 1980 sous l'impulsion de l'épouse et productrice de Haden, Ruth. Comme l'indique le nom de l'ensemble, l'idée originelle était de réunir une formation de musiciens de haut calibre résidant comme Haden en Californie, c'est-à-dire sur la côte ouest américaine. Outre Haden, les membres fondateurs sont le pianiste néo-zélandais Alan Broadbent (qui signe aussi les arrangements) et le saxophoniste ténor Ernie Watts. Tous deux font encore partie de la formation aujourd'hui. Le batteur initial Billy Higgins est remplacé en 1988 par Larance Marable. Le Quartet West s'inscrit dans une forme de classicisme équilibré qui rend cette formation particulièrement attrayante pour le grand public[réf. nécessaire]. Les productions du quartette offrent (entre autres au moyen de collages sonores) de nombreuses évocations cinématographiques, littéraire, ou en référence à la scène jazz du milieu du XXe siècle. Fortes d'implications extra-musicales, ces évocations relèvent parfois de la musique à programme[réf. nécessaire].

### Petites formations
Avec Ron Carter et Red Mitchell, Haden fait partie des bassistes qui recherchent le défi et l'intimité du duo. L'album Closeness de 1976 propose des enregistrements en duo avec quelques-uns des partenaires musicaux les plus importants de Haden à cette époque (Jarrett, Motian, Coleman et Alice Coltrane). Outre cet album, les enregistrements avec Denny Zeitlin (en), John Taylor et Kenny Barron sont généralement considérés[évasif] comme particulièrement réussis.
À côté de formations plutôt conventionnelles – comme la formation avec la pianiste Geri Allen et Paul Motian, des saxophonistes comme Joe Henderson et Lee Konitz ou encore une fois Pat Metheny à la guitare –, Haden travaille aussi avec des formations plus originales. La coopération avec Jan Garbarek et le multi-instrumentiste brésilien Egberto Gismonti a été très saluée par la critique, surtout en Europe. Depuis les années 1990, Haden développe, en collaboration avec des musiciens comme Gonzalo Rubalcaba et David Sánchez, une conception personnelle du latin jazz, également influencée par la musique de chambre[réf. souhaitée].

## Style
(août 2011).

### Caractéristiques générales
Le jeu de Charlie Haden est caractérisé par une retenue (understatement) remarquable. Il ne met pratiquement jamais en avant sa technique instrumentale qui, sans être virtuose, est néanmoins solide. Au contraire, il tend à trouver la solution la plus simple à chaque situation musicale donnée. De ce fait, il va à l'encontre des usages de la scène jazz habituelle, où la maîtrise technique de l'instrument occupe parfois une place disproportionnée dans le jugement porté sur un musicien. Mais Haden, tout comme le pianiste Thelonious Monk, inspire le respect par son rejet de la technique :

« Charlie est de ceux qui se contentent parfois d'un unique son pour faire entendre de la musique. »

— Ed Schuller
Quoique parfois considéré comme « pratiquement autodidacte » malgré ses études de musique, sa connaissance intime de l'instrument lui confère une « autorité musicale, quels que soient le contexte stylistique et la formation musicale [qui] l'installe immanquablement en position de soliste-leader ».
Dans le free jazz tel qu'il a été développé autour d'Ornette Coleman, l'impression sonore « avant-gardiste » résulte souvent de cette simplification drastique des moyens musicaux. Du point de vue mélodique et dans un contexte musical donné, le but de Haden n'est pas d'évoquer autant d'implications harmoniques que possible comme c'est le cas dans le bebop, mais plutôt de conserver aussi longtemps que possible un centre tonal établi. Du point de vue rythmique, ses lignes sont également réduites, mais créent l'illusion d'un mouvement incessant grâce à un placement habile des notes. Ainsi, il refuse souvent l'utilisation de quatre noires par mesure propres à la walking bass classique, et préfère des lignes ouvertes avec lesquelles il marque plus fortement la pulsation rythmique.

#### Influences stylistiques
Charlie Haden assemble pendant sa longue carrière les influences les plus diverses - à commencer par la musique country de son enfance - pour former son style personnel. Il rencontre le jazz tel qu'on le joue à Los Angeles à la fin des années 1950, c'est-à-dire le bebop, le hard bop, et le cool jazz. Il participe lui-même au développement des styles de jazz importants des années 1960 et 1970. Son intérêt pour la musique populaire en général et son engagement politique et culturel en faveur de l'Amérique latine lui confèrent finalement aussi une reconnaissance en tant que musicien créatif dans le domaine du latin jazz. Ses collègues musiciens observent cependant que tous ces éléments disparates sont intégrés en un tout cohérent :
« Charlie is this very interesting figure in the panorama of all musicians because he's so many things to so many different people, and yet, at the same time, his thing is so singular. It's not like somebody who […] has all kinds of musical personas that they can put on. He's kind of that one thing — it just fits with so many different things. (Pat Metheny)[réf. incomplète]
(Charlie est une figure très intéressante dans le panorama de tous les musiciens car il est tellement de choses pour tellement de gens différents, et pourtant, en même temps, son « truc » est tellement unique. Ce n'est pas comme quelqu'un qui aurait une multitude de casquettes et qui en changerait tout le temps. Il est en quelque sorte cette même chose... qui s'accorde avec tant de choses différentes.) »

#### L'auto-citation en tant que parti-pris stylistique
Bien qu'il soit considéré comme l'un des fondateurs du free jazz, le style de Charlie Haden se distingue par l'utilisation fréquente de structures internes préméditées. Il « recycle » les solutions musicales, particulièrement dans ses solos, parfois sur des périodes atteignant des décennies. Ce n'est pas inhabituel en jazz : le critique allemand Joachim-Ernst Berendt a inventé le terme de « Er-Improvisiert » pour désigner une matière musicale ni totalement préméditée, ni complètement improvisée. Mais rares sont les musiciens chez qui cette manière de travailler est aussi perceptible que chez Haden, avec autant d'exemples sur une longue période. Ses solos en particulier sont basés sur un matériau musical éprouvé ; aussi est-il possible de reconnaître certains passages, parfois identiques note à note, dans l'abondante production discographique du musicien. Haden renforce encore sa méthode du solo préconçu en gardant longtemps à son répertoire certains morceaux de prédilection qu'il enregistre très souvent, avec des équipes très différentes. Ainsi, ses propres compositions Song for Che et Silence font partie de ses « véhicules » préférés dans les premières années de sa carrière. Elles seront ensuite remplacées par d'autres œuvres originales (First Song, Waltz For Ruth), mais plus récemment aussi par des standards de jazz (Body and Soul). Si des considérations commerciales (droits d'auteur), ainsi que les goûts du public ont pu jouer un rôle dans la réutilisation de compositions personnelles, l'analyse de ces enregistrements par ordre chronologique permet une assez bonne compréhension de la conception de Haden.

### Détails techniques
Les deux contrebasses jouées par Haden depuis de nombreuses années ont été construites par deux luthiers français : une Jean-Baptiste Vuillaume des années 1840, ainsi qu'une Jean Auray, instrument moderne conçu dans le style de Vuillaume. Sur les deux instruments, il utilise des cordes de sol et de ré en boyau naturel. Le son « chaud » et « boisé » ainsi produit est particulièrement exigeant envers l'amplification électro-acoustique utilisée dans de nombreux secteurs de la musique moderne. Une contrebasse « montée boyau » est très dépendante de l'amplification, car le son est plus doux qu'avec des cordes modernes en acier au rendu plus agressif. Depuis les années 1980, certains fabricants de microphones de contact (appelés aussi cellules ou pick-ups) et d'amplificateurs ont tenu compte de ces particularités et ont développé des outils plus adaptés, parfois en collaboration directe avec Haden.
La technique instrumentale de Haden se distingue par une grande économie ; même en solo, il quitte rarement les positions les plus graves de son instrument. Sa technique de pizzicato à la main droite correspond dans les grandes lignes à l'usage général des contrebassistes de jazz. En revanche, sa technique de main gauche (avec laquelle il appuie les cordes sur la touche) est particulièrement archaïque. Comme les contrebassistes de folk et de country jouent de cette manière[Laquelle ?], on peut supposer que Haden tient cette habitude de ses premiers pas avec l'instrument. Si cette technique peut paraître grossière et peu raffinée en comparaison avec la technique classique, Haden parvient tout de même à produire une grande variété de nuances sonores subtiles, et d'ornementations. Une technique typique de Haden consiste en un jeu polyphonique de deux notes, qu'il utilise volontiers en solo, ou en l'absence d'un instrument harmonique (cf. l'extrait du solo de Ramblin' plus bas).

### Solos
- Si vous ne connaissez pas le sujet, laissez ce bandeau (vous pouvez alors contacter les auteurs).
- Si vous supprimez le contenu mis en cause (vous pouvez préalablement contacter les auteurs),

argumentez précisément cette suppression dans la page de discussion
(un manque de référence n'est pas un argument ; une recherche réelle de référence doit avoir été effectuée, être formellement documentée).
Le solo de Haden sur Segment (Quartet West, Haunted Heart, 1991) est exemplaire de quelques caractéristiques notoires du langage solistique du contrebassiste. Comme il est mentionné plus haut, dans le cas de Haden, le terme improvisation est à utiliser avec prudence.
Segment est un thème bebop de Charlie Parker qui l'enregistre le 5 mai 1949 pour Verve, le même label qui allait publier la version de Haden quarante ans plus tard. Le morceau a été composé sur une grille populaire chez les beboppers et souvent désignée par l'appellation Minor Rhythm Changes (anatole mineur). 

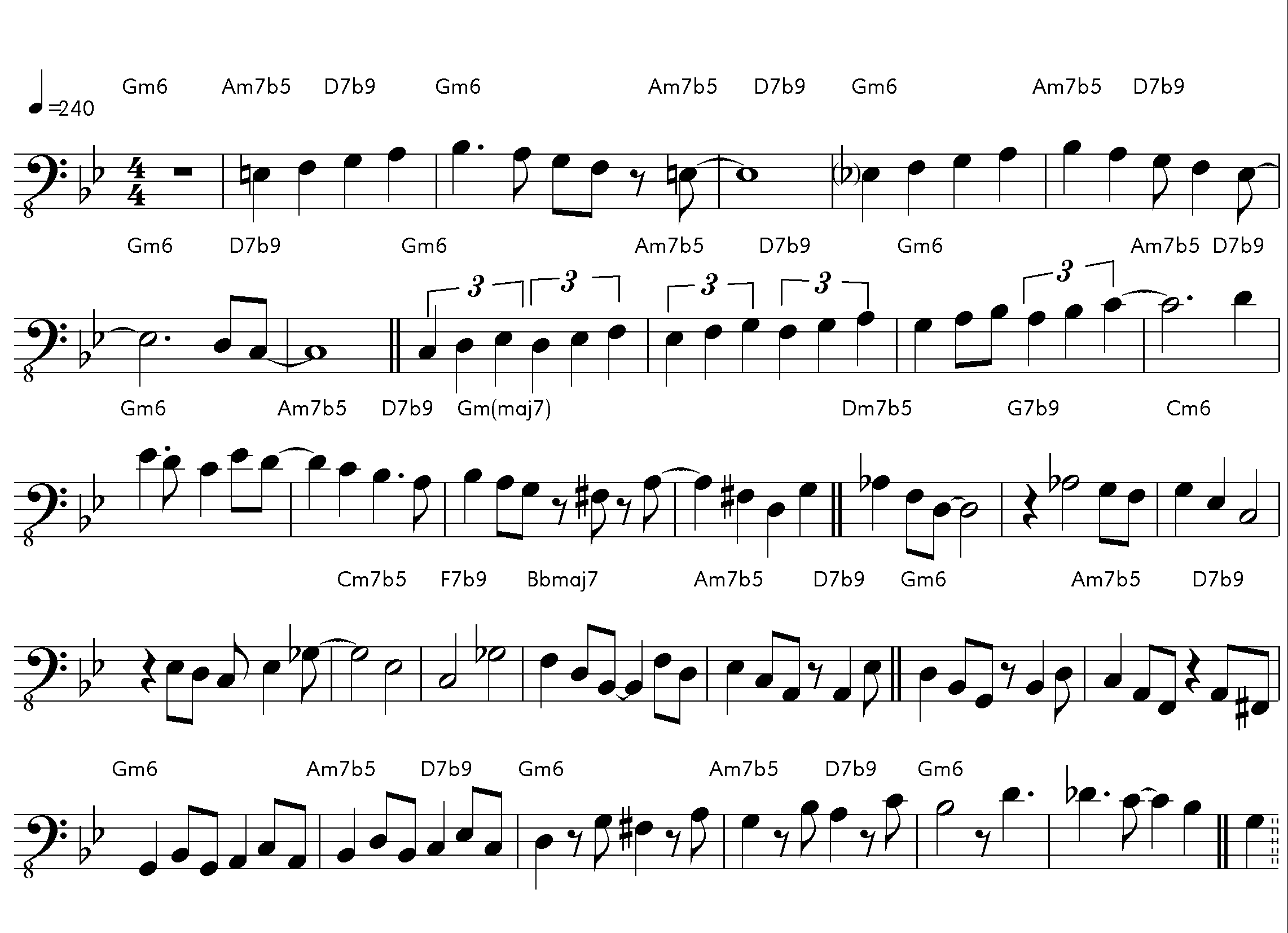
Les accords notés ne sont pas joués pendant le solo, mais seulement sous-entendus, comme dans le reste du morceau.

Haden simplifie le morceau de manière typique. D'abord, la version du Quartet West est transposée en sol mineur, tonalité bien plus aisée à la contrebasse que la tonalité originelle, si bémol mineur, et la formation de Haden utilise un tempo plus lent que le quartette de Parker. Contrairement à la conception de Parker qui avait l'habitude d'enrichir les morceaux par de nombreuses substitutions et accords de passage (joués ou seulement sous-entendus), Haden traite le morceau comme s'il n'y avait qu'un seul accord tonique mineur de sol mineur. Comme le pianiste Alan Broadbent ne joue pas pendant les 32 mesures du solo de Haden, l'impression d'un passage modal (dorien ou éolien) est indirectement renforcée. Haden crée une intensité musicale principalement en utilisant le rythme : il varie ce qui commence comme une prolongation du walking bass traditionnel (que Haden se contente de sous-entendre dans le solo de piano qui précède), en utilisant d'abord une figure rythmique en triolets de noires, puis des idées orientées progressivement vers les contre-temps.
Les passages dans des tonalités voisines (la sous-dominante do mineur et la relative majeure si bémol majeur) sont amenés de manière simple et efficace en arpégiant les accords toniques associés[pas clair]. Pendant les six dernières mesures, Haden rend hommage à Parker en citant le thème Bebop de ce dernier avec quelques variations.
Une autre caractéristique de la conception harmonique et mélodique du contrebassiste est la manière d'utiliser de façon croissante et à des endroits rythmiquement exposés[pas clair] des notes « fausses », c'est-à-dire particulièrement dissonantes. Haden utilise ici, comme dans de nombreux autres solos des intervalles porteurs de beaucoup de tension comme la neuvième mineure, les quintes augmentée et diminuée. Il aime employer de tels sons de manière brute, sans matériau mélodique antérieur ou postérieur, ce qui exacerbe une tension qui appelle normalement à une résolution.

## Influence exercée
- Si vous ne connaissez pas le sujet, laissez ce bandeau (vous pouvez alors contacter les auteurs).
- Si vous supprimez le contenu mis en cause (vous pouvez préalablement contacter les auteurs),

argumentez précisément cette suppression dans la page de discussion
(un manque de référence n'est pas un argument ; une recherche réelle de référence doit avoir été effectuée, être formellement documentée).

### Dans la scène jazz
Une majorité écrasante de bassistes adopte volontiers les nouvelles possibilités techniques (amplification, cordes) disponibles vers la fin des années 1960,  car ils s'intéressent surtout à un jeu fluide et virtuose, pour rejoindre en cela les guitaristes et les soufflants. Ils acceptent volontiers en contrepartie un son métallique et un peu maigre (qui caractérise de toute façon la contrebasse dans ses positions les plus aiguës) est exacerbé par les cordes fines, l'amplification, et les techniques d'enregistrement, à tel point qu'il devient caractéristique du jeu de contrebasse des années 1970.
Mais Haden, qui est pourtant au front de l'émancipation musicale de la contrebasse jazz, occupe au sein de cette évolution une position anti-spectaculaire, rythmiquement et mélodiquement conservatrice, comparée au jeu de Scott LaFaro, Eddie Gomez, Ron Carter ou Niels-Henning Ørsted Pedersen.
Ce n'est que vers la fin des années 1970 qu'apparaît une nouvelle génération de contrebassistes, peu intéressée par la fluidité technique en tant que fin en soi, par exemple Ed Schuller ou Larry Grenadier. La capacité qu'a Haden de traduire de manière très laconique des situations musicales en réalité complexes, avec quelques sons bien placés, est particulièrement admirée par de jeunes musiciens. Même le son profond des cordes en boyau fait un retour sur scène dans les années récentes, même si certaines escapades hautement virtuoses des aînés deviennent pratiquement impossibles à réaliser.

### Dans le rock et la pop
Jusque dans les années 1970, Charlie Haden commente les développements du rock et de la pop par des considérations critiques, voire irrespectueuses. Les critiques, en retour, se moquent de lui en l'appelant « la conscience ambulante du free jazz » en référence à sa posture de critique sociale[source insuffisante].
Mais de nombreux musiciens de rock américains et britanniques (dont Iggy Pop et John Martyn) font preuve d'un vif intérêt pour la musique de Charlie Haden. Si la réaction de l'intéressé face à de telles « avances » est initialement très négative — il aurait songé à attaquer en justice une version de son Song For Che enregistrée en 1975 par Robert Wyatt[source insuffisante], quelques années plus tard il se rapproche de la musique pop avec moins de réticences. Cette évolution peut s'expliquer par l'activité de ses quatre enfants, dont les carrières musicales se déroulent plus particulièrement dans les secteurs du punk ou de la musique folk, entre autres.
Le chanteur anglais Ian Dury est l'exemple d'une utilisation explicite de la musique de Charlie Haden comme source d'inspiration : il aurait développé le riff connu de Sex and Drugs and Rock and Roll à partir d'un solo de Charlie Haden. Le passage en question se trouve sur l'album d'Ornette Coleman déjà mentionné Change Of The Century. Le solo de contrebasse du morceau Ramblin' se termine par une figure de huit mesures (qui occupe les vingt secondes de 4 min 39 s à 4 min 59 s sur l'enregistrement), encore renforcée par une quasi-répétition.

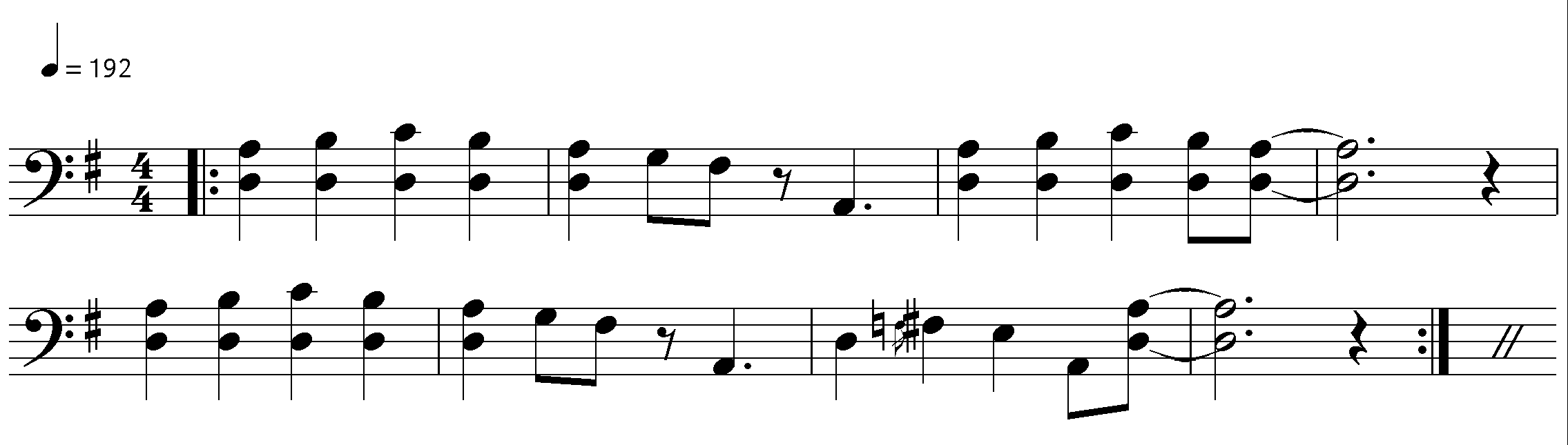

Des variations de ce « plan » refont surface à maintes reprises dans la musique de Charlie Haden, et particulièrement dans les morceaux où le musicien fait appel à ses racines country, tels que le morceau dédié à ses parents et tirant son titre du comté de Taney, Taney County dans l'État du Missouri. Un morceau enregistré sur le premier album du Quartet West (1987), et à plusieurs reprises sur Beyond the Missouri Sky (1997).
Cette figure en sol majeur tombe bien sous les doigts à la contrebasse. Dury transpose la mélodie pour qu'elle corresponde à une pentatonique en mi majeur avec des notes de passage typiques de la guitare rock. Une suite plutôt mineure, voire bluesy, et une conception rythmique complètement différente transforment nettement le caractère de la figure originelle. De plus, la chanson introduit d'autres idées musicales qui n'ont plus rien de commun avec l'enregistrement du quartette d'Ornette Coleman.

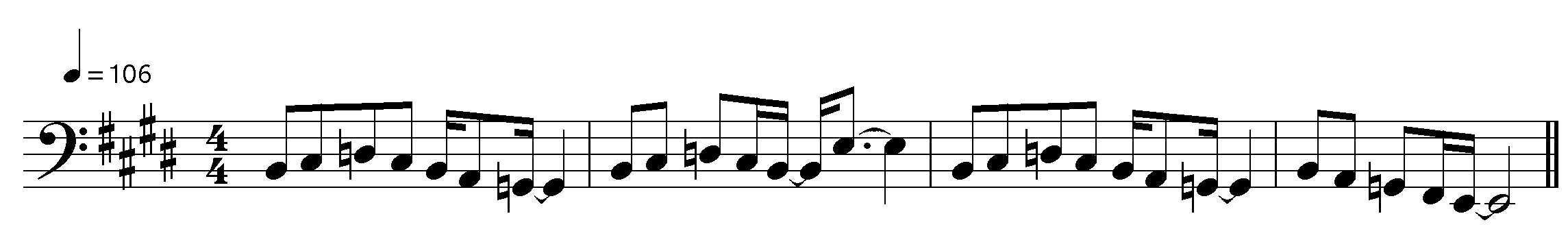

Depuis les années 1980, Charlie Haden recherche davantage les collaborations avec des auteurs-compositeurs proches du jazz comme Rickie Lee Jones ou Bruce Hornsby, et participe aux concerts et enregistrements de ces musiciens.

## Prix et récompenses
- Haden a été récompensé trois fois pour son travail par un Grammy Award : en 1998 avec Pat Metheny pour l'album Beyond the Missouri Sky, meilleur album de jazz de l'année et — étonnamment — deux fois dans la catégorie « Latin Jazz » en 2001 (Nocturne) et 2004 (Land of the Sun)[19]. De nombreux autres enregistrements avaient été nommés à ce prix dans les décennies précédentes.
- Le Quartet West est élu meilleure formation de l'année 1994 par les lecteurs de la revue Down Beat. Le CD Always Say Goodbye est élu meilleur album de l'année 1993 par les critiques de la même revue.
- Haden occupe invariablement depuis de nombreuses années les places les plus élevées dans les concours organisés par les principales revues de jazz, dans la catégorie « Contrebassiste », chez les lecteurs autant que chez les critiques.
- En 1982, Haden est chargé de la création d'un cursus jazz au California Institute of the Arts à Los Angeles où il enseigne déjà depuis 1975.
- Haden a reçu jusqu'à présent quatre commandes de composition du National Endowment for the Arts, une bourse Guggenheim, et a été honoré par la Los Angeles Jazz Society pour son travail sur la pédagogie du jazz.
- Au niveau international, Haden a reçu le Grand Prix du Disque en France. Le magazine de jazz japonais Swing Journal a également honoré le travail de Haden avec plusieurs prix.
- En 2000, Charlie Haden se voit attribuer le prix Miles-Davis par le Festival international de jazz de Montréal.

## Discographie sélective

### En sideman
- Change of The Century et The Shape of Jazz to Come (avec Ornette Coleman, 1959)
- Science Fiction (avec Ornette Coleman, 1972)
- This Is Our Music (avec Ornette Coleman, 1960)
- Free Jazz: A Collective Improvisation (avec Ornette Coleman, 1961)
- Somewhere Before (avec Keith Jarrett, 1968)
- Birth (avec Keith Jarrett, 1971)
- Escalator over the Hill (avec Carla Bley, 1971)
- Relativity Suite (avec Don Cherry et le Jazz Composer's Orchestra, 1973)
- The Survivors' Suite (avec Keith Jarrett, Dewey Redman et Paul Motian, 1977)
- Eyes Of The Heart (avec Keith Jarrett, Dewey Redman et Paul Motian, 1979)
- 80/81 (avec Pat Metheny, Michael Brecker et Dewey Redman, 1979)
- Playing (avec Dewey Redman, Don Cherry et Ed Blackwell, 1981)
- Time Remembers One Time Once (avec Denny Zeitlin (en), 1981)
- Rejoicing (avec Pat Metheny et Billy Higgins, 1984)
- Ringo 2012 de Ringo Starr. (2012)